# Lisa Noack
Lisa Noack (* 18. September 1935 in Chemnitz) ist eine deutsche Gebrauchsgrafikerin.

## Beruflicher Werdegang
Nach dem Abitur 1954 Ausbildung zur grafischen Zeichnerin bei der DEWAG-Werbung in Karl-Marx-Stadt. 1958 Wechsel nach Berlin und Arbeit im Atelier der DEWAG Berlin. Externes Studium der Gebrauchsgrafik an der dortigen Betriebsakademie und der Fachschule für Angewandte Kunst Magdeburg. Seit 1962 freischaffend in Berlin.

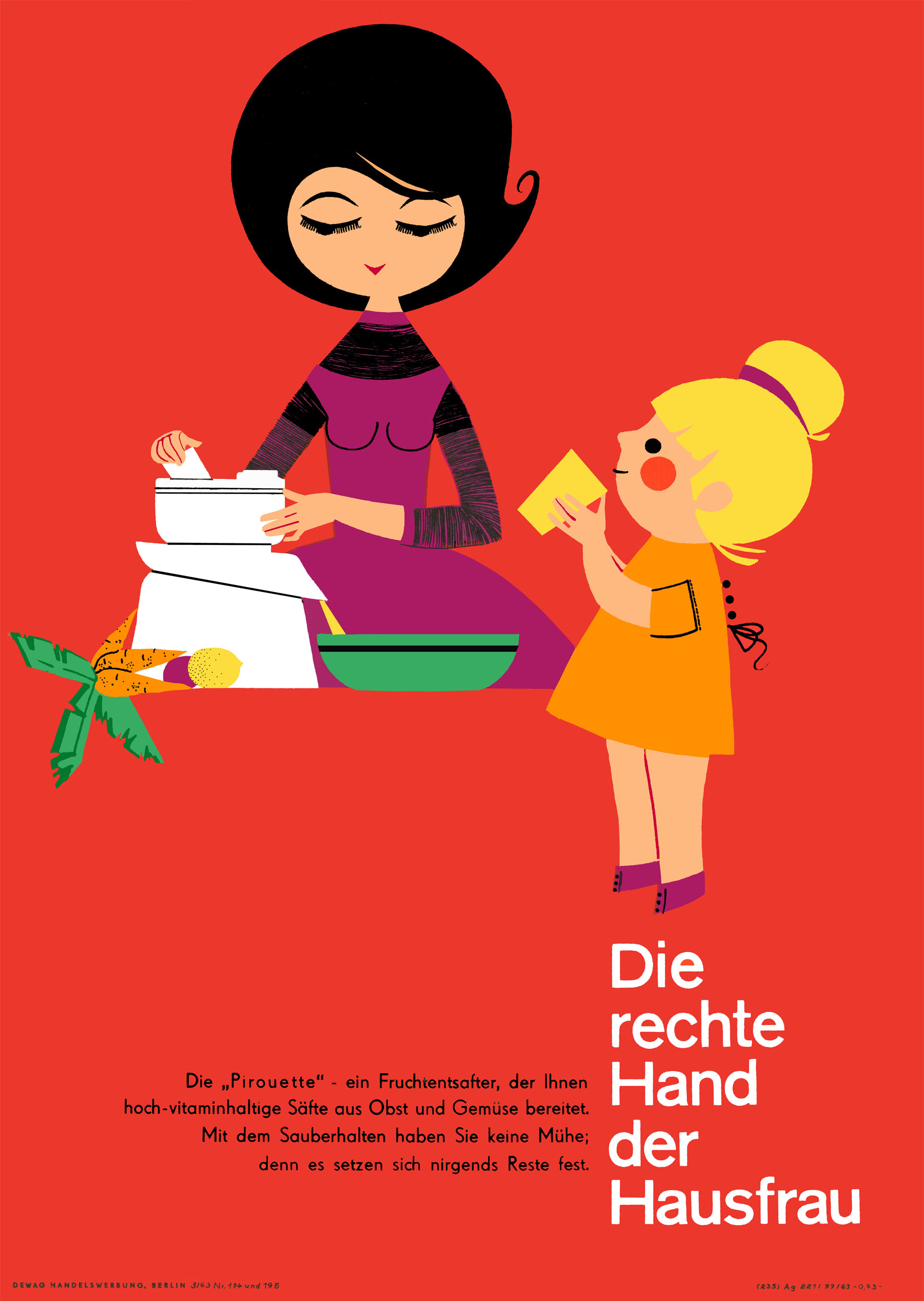
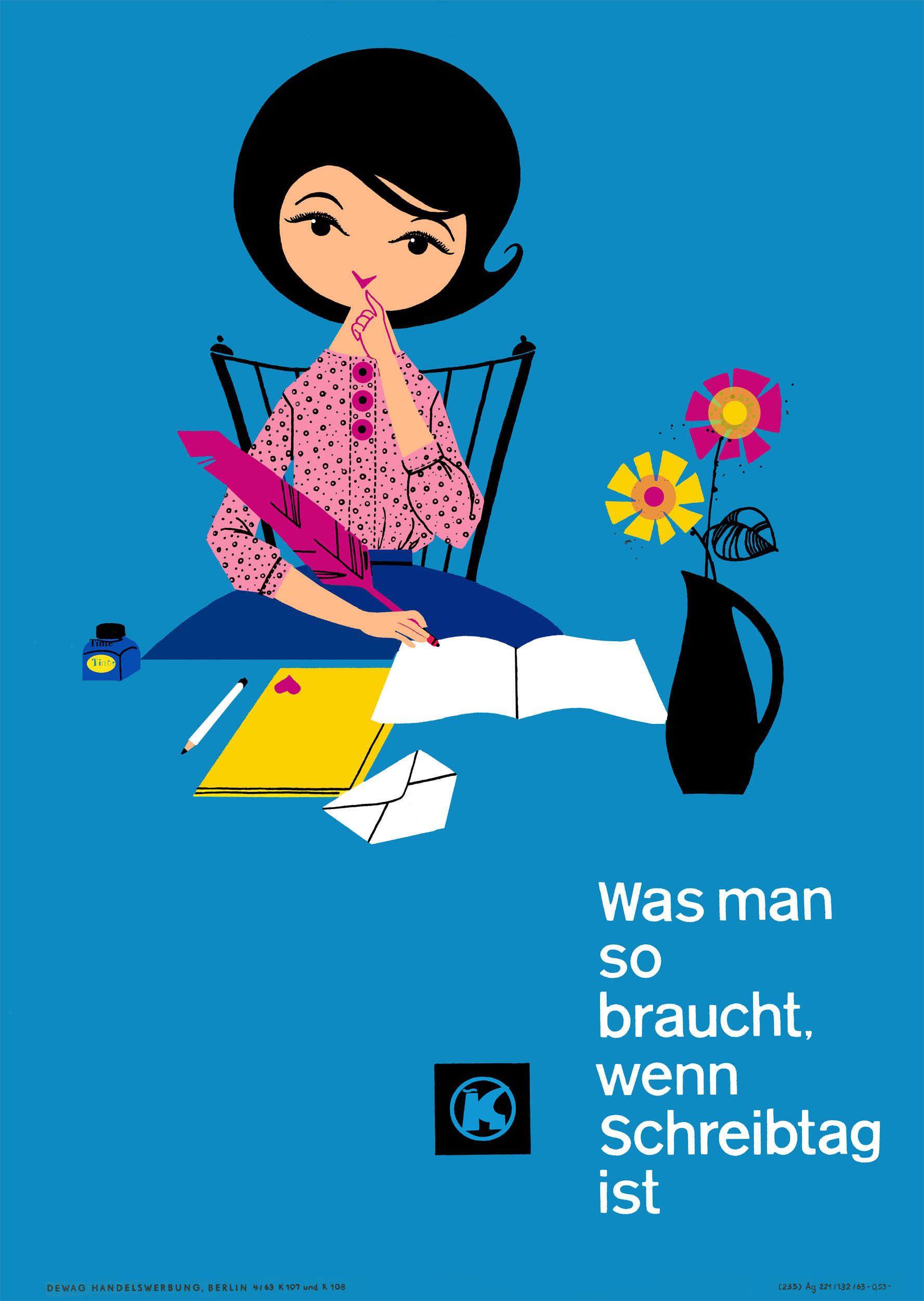
Werbefigur Kathrin
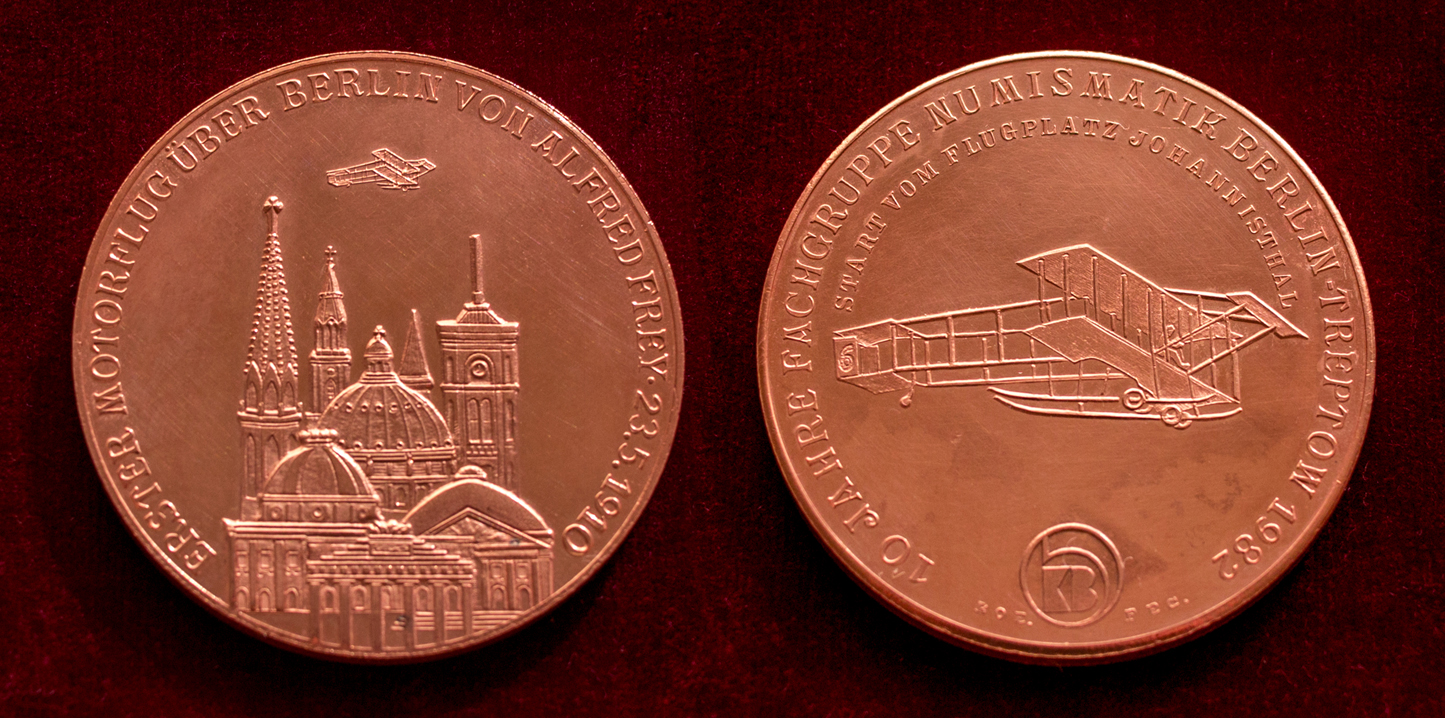
Medaille „Erster Motorflug über Berlin“, Entwurf und Gestaltung: L. Noack, Herstellung: H. König
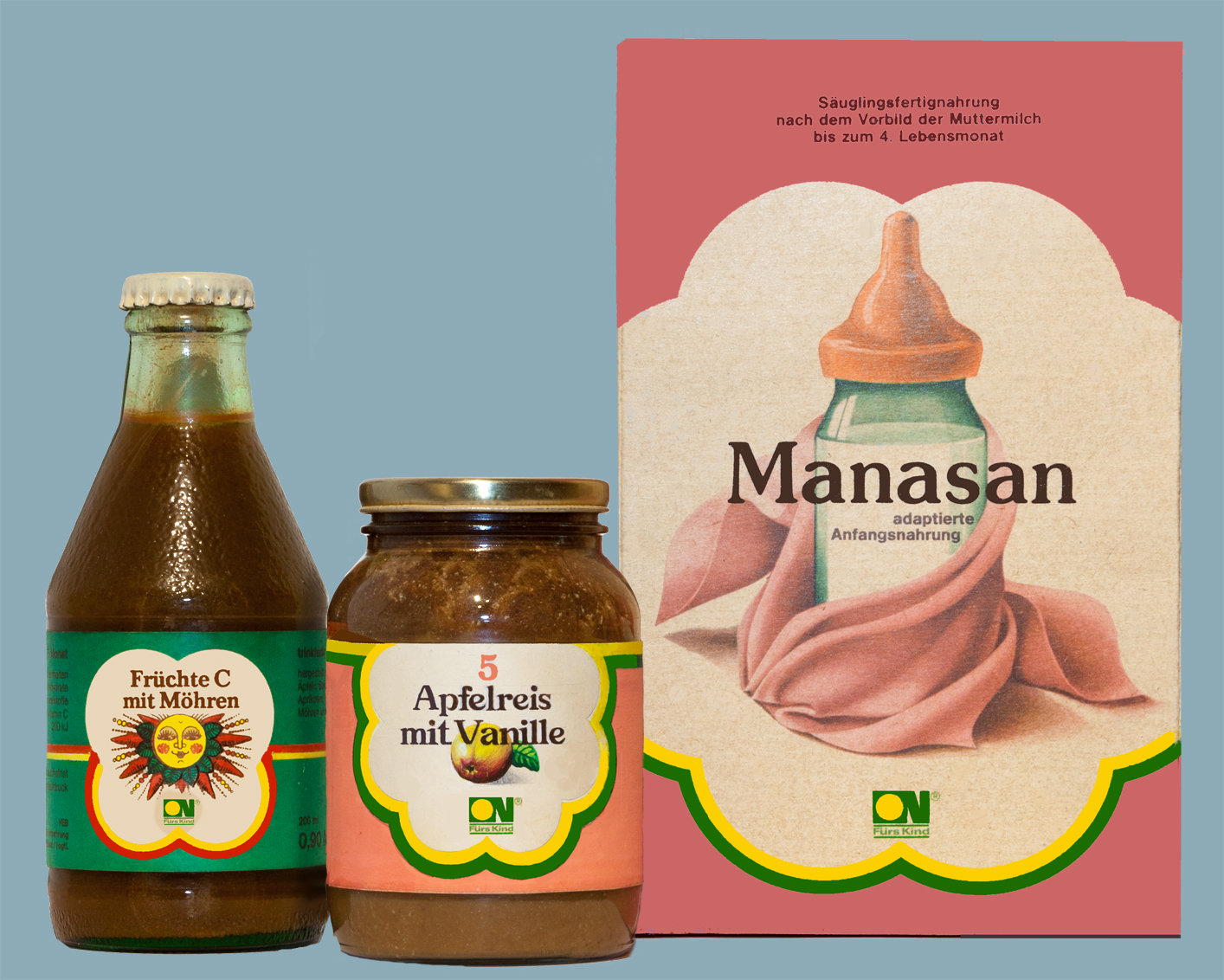
Entwicklung einer einheitlichen Verpackungsserie für Kindernahrung
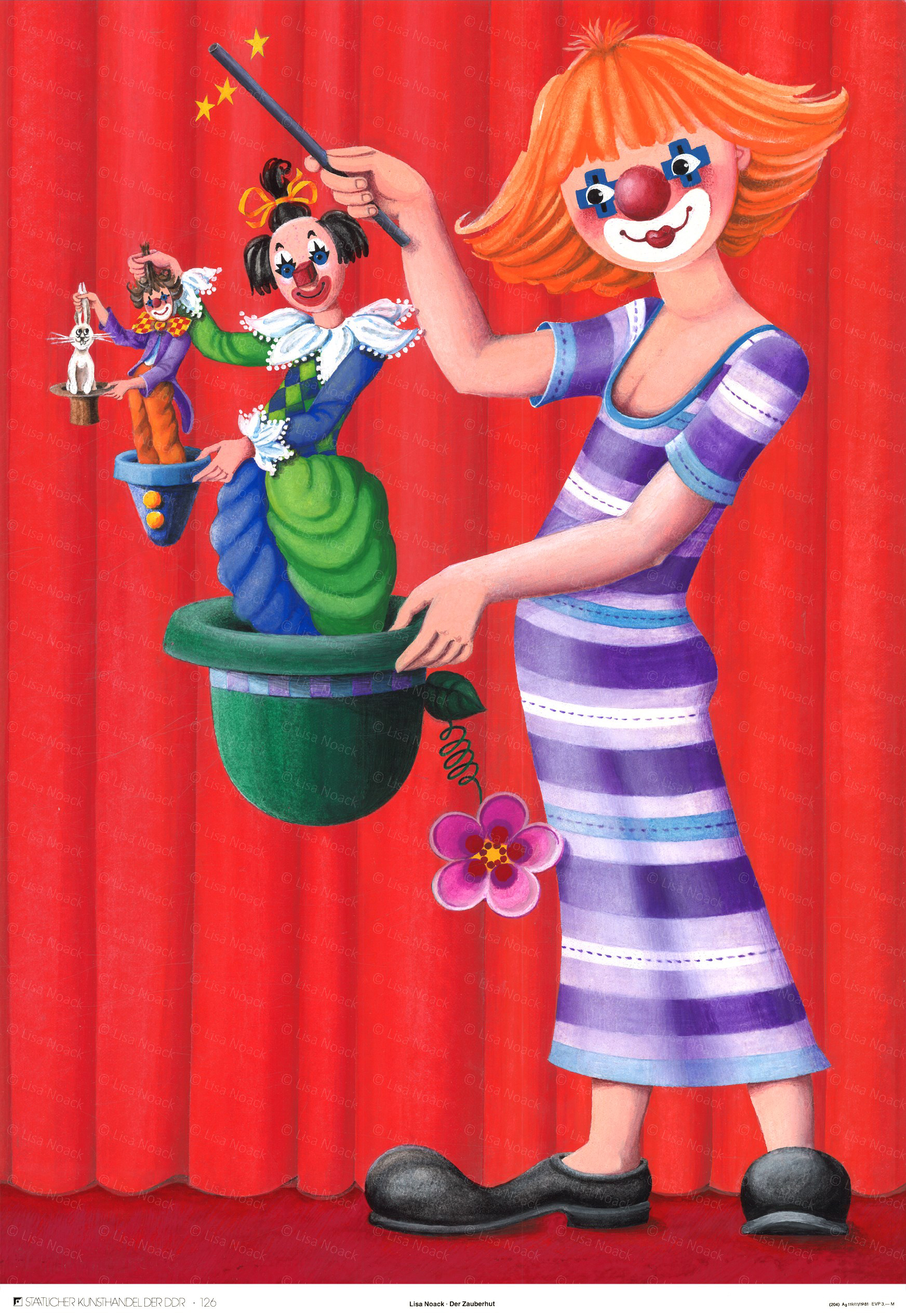
Poster 126 - SKH

Am Anfang gestaltete sie überwiegend Anzeigen, Prospekte und Plakate für den Konsum Berlin und entwickelte die Werbefigur „Kathrin“. Die Prospekte, Anzeigen und meist großformatigen Plakate zeigten „Kathrin“ als Verkäuferin oder als Hausfrau und warben in den Geschäften für verschiedene Produkte. So gab es die Reihen: „Kathrin empfiehlt“ oder „Kathrins Tips“ (Rezepte).
Ein weiteres Betätigungsfeld war u. a. die Verpackungsgestaltung. So für Kindernahrung, für Produkte des täglichen Bedarfs und für Produkte der DDR-Handelskette Delikat.

## Auftraggeber (Auszug)
- DEWAG, Berlin
- Konsum, Berlin
- Planet-Verlag Berlin
- Verlag Die Wirtschaft (Illustrationen für die Zeitschrift Kultur im Heim)
- Feinstrumpfwerke ESDA, Thalheim/Erzgeb. (Werbemittel und Verpackungen)
- WIRATEX (Anzeigen)
- Käsewerk Hagenow (Verpackungen und Etiketten)
- Diäta Werke Halle/Saale (Verpackungen und Etiketten für z. B. Manasan)
- Kinella Ellefeld (Etiketten für Kindernahrung)
- LEW Hennigsdorf (Werbemittel und technische Publikationen)
- IPH Berlin
- Staatlicher Kunsthandel der DDR (Poster)

## Mitgliedschaften
- von 1962 bis 1990 Mitglied im Verband Bildender Künstler der DDR, Bezirksverband Berlin, Sektion Gebrauchsgrafik
- von 1991 bis 1995 Mitglied im Verband der Grafik-Designer e.V. (VGD)

## Ausstellungen
- 1964: Berlin, Akademie der Künste, Ausstellung „Junge Künstler - Gebrauchsgrafik“[1]
- 1967: Dresden, VI. Deutsche Kunstausstellung[2]
- 1978: Berlin, Bezirkskunstausstellung „Visuell 1978“
- 1982: Berlin, Bezirkskunstausstellung „Visuell 1982“
- 1983: Dresden, Neue Dresdner Galerie „250 Poster“
- 1986: Berlin, Bezirkskunstausstellung „Visuell 1986“
- 2003: Berlin, Galerie KONVEX99, „Der Konsum kommt - Plakatwerbung in der DDR“